# Psicosis
Dionicio Castellanos Torres, plus connu sous le nom de Psicosis, né le 19 mai 1971 à Tijuana, est un catcheur mexicain. Il a travaillé pour la Asistencia Asesoría y Administración et aux États-Unis à la World Wrestling Entertainment, World Championship Wrestling, Extreme Championship Wrestling, Total Nonstop Action Wrestling, et la Xtreme Pro Wrestling.

## Carrière

### Débuts
Castellanos débute sous le nom de « El Salvaje », après avoir été entraîné par Rey Misterio, Sr. et son frère Fobia avec lequel il fait souvent équipe. Il commence à catcher sous le nom de Psicosis pour la Asistencia Asesoría y Administración promotion dans sa région natale de Baja California en mars 1989, où il entame une rivalité avec El Hijo del Santo et Rey Mysterio, Jr. (il catchera face à Mysterio Jr. plus de 500 durant sa carrière, infos donné par Joey Styles à ECW One Night Stand (2005). Il catche aussi souvent face à La Parka, Juventud Guerrera, et (le père de Juventud) Fuerza Guerrera.
Psicosis se fait connaître aux États-Unis lors d'un pay-per-view, où il fait équipe avec Fuerza Guerrera, et Madonna's Boyfriend remportent leur match face à Heavy Metal, Latin Lover, et Rey Mysterio, Jr. Il catche face à Mysterio Jr. à Extreme Championship Wrestling en novembre 1995.

### World Championship Wrestling
Il signe avec la World Championship Wrestling en 1996, sous le nom de "Psychosis". Ses débuts à Nitro se passent le 8 juillet 1996 face à Eddie Guerrero. Psychosis fera face à plusieurs catcheurs issus de la Lucha Libre comme Último Dragón, plus tard il signe un contrat avec Sonny Onoo, et passe du côté des méchants. Durant cette époque il bat le Dragon. Il lance une équipe avec La Parka sous le management de Onoo. Après le rejet de Onoo pour Mortis et Wrath, il décide alors de mettre un terme à son équipe avec La Parka. Il bat La Parka à Spring Stampede le 19 avril 1998.
En 1998, Psychosis rejoint Latino World Order (LWO) d'Eddie Guerrero. Le groupe ne compte que des catcheurs mexicains, Ric Flair la démantèle le 11 janvier lors du WCW Monday Nitro. Le 19 avril à Nitro, Psychosis bat Blitzkrieg, Juventud Guerrera, et Rey Mysterio dans un 4-way pour remporter le WCW World Cruiserweight Championship pour la première fois. Il perd son titre la semaine d'après face à Rey Mysterio.
Psychosis perd son masque face à Mysterio Jr. durant un tour au Mexique, mais le garde aux États-Unis. Il perd vraiment son masque face à Billy Kidman le 27 septembre. À plusieurs occasions il fait équipe avec Juventud Guerrera et quand Juventud remporte le titre IWGP Junior Heavyweight, Juventud est blessé (en réalité, Guerrera et Jerry Flynn sont arrêtés par la police) le titre est défendu par Psychosis qui le perd face à Jushin Liger. Psychosis remporte une seconde fois le titre Cruiserweight face à Lenny Lane, il perd son titre face à Disco Inferno à Nitro.
En 2000, Psychosis retourne à la Extreme Championship Wrestling de juillet à novembre 2000. Il catche dans une série de matchs face à Yoshihiro Tajiri dans l'ECW Arena, il participe à Heat Wave pay-per-view, dans un Four-Way Dance face à Yoshihiro Tajiri, Mikey Whipwreck, et Little Guido.

### World Wrestling Entertainment
En 2005, Castellanos signe un contrat avec la WWE. Il débute le 12 juin lors du pay-per-view ECW One Night Stand et perd face à Rey Mysterio. Le 18 juin à WWE Velocity, il fait équipe avec Super Crazy pour battre Akio et Billy Kidman.
Psicosis, Super Crazy, et Juventud forme alors le groupe The Mexicools. Ils font leur première apparition le 23 juin en attaquant Chavo Guerrero et Paul London durant un WWE Cruiserweight Championship match.
Le 24 juillet à the Great American Bash à Buffalo, New York, ils battent the Blue World Order dans un six-man tag match quand Psicosis effectue le tombé sur Steven Richards. The trio font face ensuite à Nunzio et Vito. Le 2 décembre durant SmackDown! Super Crazy et Psicosis remportent une battle royal avec 5 autres équipes, face à MNM à Armageddon 2005 pour le titre WWE Tag Team Championship. Le 27 janvier 2006 à SmackDown! Super Crazy et Psicosis battent The Dicks (Chad Wicks et John Toland) et the F.B.I. dans un three-way tag team match pour le  Royal Rumble 2006. Psicosis entre alors en 4e position dans le Royal Rumble match, mais il est éliminé par Rey Mysterio.
À la mi-2006 la ECW renaît et Super Crazy quitte Psicosis et SmackDown! pour la new ECW. Plus tard Yoshihiro Tajiri et Super Crazy font équipe face à the F.B.I. à One Night Stand. Le 1er novembre 2006, la WWE met fin au contrat de Psicosis.

### Consejo Mundial de Lucha Libre
Psicosis catche sous le nom de "Nicho El Millionaro" à la Consejo Mundial de Lucha Libre (CMLL) en 2007. À la fin de l'année 2006, il se blesse au nez dans un match face à Hijo del Misterio.

Lors de Super Viernes, Mr. Aguila, Volador Jr. et lui battent La Tercia Sensacion dans un Two Out Of Three Falls Match. Lors du show du 5 janvier, Kraneo, Volador Jr. et lui battent La Mascara, Marco Corleone et Maximo dans un Two Out Of Three Falls Match. Lors du CMLL on Fox Sports, Mr. Aguila, Volador Jr. et lui battent La Tercia Sensacion dans un Two Out Of Three Falls Match.

### Asistencia Asesoría y Administración
Le 3 mai 2007, Psicosis retourne à la Asistencia Asesoría y Administración (AAA) sous le nom de Nicho et entame une rivalité face à Cibernético.
Le 14 septembre 2008 à Verano de Escandalo, Nicho et Joe Lider remporte le titre AAA World Tag Team Championship en battant Crazy Boy et Último Gladiador et The Hart Foundation 2.0 (Jack Evans et Teddy Hart) et les champions Halloween & Extreme Tiger dans un four-way ladder match.
Lors de TripleMania XX, il bat Joe Líder dans un Hair vs Hair Match.
Lors de Rey De Reyes 2013, il perd contre LA Par-K dans un Elimination Match qui comprenait également Chessman, Drago, Jack Evans et Villano IV, après qu'il s'est auto-éliminé avec Jack Evans, en demi-finale du Rey de Reyes 2013.

## Palmarès
- All Pro Wrestling
  - 1 fois APW Internet Championship

- Asistencia Asesoría y Administración
  - 1 fois AAA World Tag Team Championship (avec Joe Lider)
  - 2 fois Mexican National Tag Team Championship (avec Mosco de la Merced (1) et Joe Lider (1))
  - 2 fois Mexican National Welterweight Championship

- Consejo Mundial de Lucha Libre
  - 2 fois Mexican National Trios Championship (avec Fuerza Guerrera & Blue Panther (1) et Halloween & Damián 666 (1))
- International Wrestling Revolution Group
  - Guerre de Empresas (2011) (avec Pimpinela Escarlata)

- Power Slam
  - PS 50 (1994/34, 1995/27, 1996/34)

- Pro Wrestling Illustrated
  - Classé 107e des 500 meilleurs catcheurs au PWI Years en 2003.

- World Championship Wrestling
  - 2 fois WCW Cruiserweight Championship

- World Pro Wrestling
  - 1 fois WPW Cruiserweight Championship
- World Wrestling All-Stars
  - 2 fois WWA International Cruiserweight Championship

- World Wrestling Association
  - 2 fois WWA National Welterweight Championship
  - 2 fois WWA World Welterweight Championship
  - 1 fois WWA World Junior Light Heavyweight Championship
- Xtreme Latin American Wrestling
  - 1 fois X–LAW Xtreme Heavyweight Championship